# 傅艺伟
傅艺伟（1964年5月26日—），原名傅意伟，汉族，黑龙江哈尔滨人，中国女演员，曾任北京电影制片厂演员。傅艺伟在1980年代凭借电影《末代皇后》、《贞女》在中国大陆影坛崭露头角，后又在《红楼梦》、《咱们的退伍兵》、《超速》、《女兵圆舞曲》等电影中有不俗表现。1990年出演电视剧《封神榜》中的苏妲己，其勾魂眼被誉为“亚洲最美的眼睛”，是大陆影视圈1980年代的代表人物之一。

## 生平
1978年，傅意伟参演了黑龙江电影制片厂拍摄的电影《她从雾中来》，从此涉足影视界，电影剧组的工作人员把她的名字错写成傅艺伟。1980年，以高二学生身分考进长春电影制片厂，成为正式演员。此后拍摄大量影视剧，如电影《咱们的退伍兵》、《风流女谍》、《爷俩开歌厅》，电视剧《封神榜》、《唐太宗李世民》。
1994年，在生下儿子高乐男后，处在演艺巅峰的傅艺伟开始做起了品牌代理的生意，也因为这个原因和丈夫离婚。
1997年，在生意稳定后，傅艺伟又开始重新拍戏。由于年纪渐大，出演的角色多为妈妈、奶奶辈的人物，2006年，出演《大清后宫》中的全妃依然得到了诸多关注。

## 家庭
父母原在哈尔滨轴承厂研究所工作。
第一任丈夫杨晓丹为长春电影制片厂的同事，二人于1986年1月4日结婚，一度被当时的媒体认为是才子佳人的组合，但二人最终分手。此间，傅艺伟与导演陈家林也有过一段恋情，最后不了了之。
第二任丈夫为北京舞蹈学院教师。1990年结婚，1993年生有一子高乐男，毕业于中央戏剧学院表演系，曾出演管虎执导的电视剧《紧急链接》。2000年再次离婚，至今单身。

## 吸毒事件
据北京电视台科教频道《法治进行时》节目报道，傅艺伟从2009年开始吸食毒品，原因是因与前夫离婚心情不好。2016年2月底，傅艺伟正在拍摄一部电视剧，因病从剧组回到北京。25日晚上，妹妹及表姐过来看她，之后三个人一起吸食了毒品。
2016年2月26日，北京朝阳群众举报傅艺伟涉嫌容留他人吸毒，后被警方带走调查。3月2日，据“中国禁毒”微信公众号消息，北京警方根据群众举报，将在朝阳区亮马河某公寓内吸食毒品的傅艺伟查获。经审查，傅艺伟尿检呈冰毒阳性，并对其容留黑静环（同为演员）、付意敏共同吸食毒品冰毒的违法犯罪行为供认不讳，並被警方刑事拘留。事发并通报后的当晚，傅艺伟之子高乐男晚间更新微博发文，替母亲向公众道歉，称“对不起，让你们失望了”。而电视剧《思美人》剧组亦紧急发表声明，称傅艺伟的戏份还未拍摄，故剧组已确定换人。
傅艺伟后来因容留他人吸毒证据不足，被转为行政拘留。4月15日，傅艺伟获释并在微博发文，对吸毒事件表示歉意。

## 作品

### 电影
| 年份   | 中文名                         | 角色       | 备注       |
| ------ | ------------------------------ | ---------- | ---------- |
| 1978年 | 《她从雾中来》                 | 小曼       |            |
| 1983年 | 《流泪的红蜡烛》               | 秋菊       |            |
| 1984年 | 《神奇的土地》                 | 珊珊       |            |
| 1985年 | 《梅山奇案》                   | 陈丽华     |            |
| 1985年 | 《咱们的退伍老兵》             | 水仙       | 获诸多奖项 |
| 1985年 | 《末代皇后》                   | 谭玉龄     |            |
| 1986年 | 《女兵圆舞曲》又名《军歌嘹亮》 | 潘凡凡     |            |
| 1986年 | 《超速》                       | 冯亦南     |            |
| 1986年 | 《贞奴》                       | 青玉、小妹 |            |
| 1988年 | 《红楼梦》                     | 薛宝钗     |            |
| 1989年 | 《金色的指甲》                 | 曹玫       |            |
| 1989年 | 《风流女谍》                   | 川岛芳子   |            |
| 1990年 | 《斗鸡》                       | 孙春喜     |            |
| 1990年 | 《死亡内幕》                   | 小静       |            |
| 1991年 | 《古墓荒斋》                   | 连锁       |            |
| 1991年 | 《秦淮八艳》                   | 陈圆圆     |            |
| 1991年 | 《周末恋爱角》                 |            |            |
| 1992年 | 《爷俩开歌厅》                 | 林小依     |            |
| 1997年 | 《等你回来》                   | 素芬       |            |
| 2003年 | 《38度》                       |            | 客串       |
| 2008年 | 《同心》                       | 演白寡妇   |            |
| 2010年 | 《龙凤店》                     | 太后       |            |
| 2010年 | 《十里红妆》                   | 二姨太     |            |
| 2010年 | 《大玩家》                     | 段小姐     |            |
| 2013年 | 《天台》                       | 老年心艾   |            |

### 电视剧
| 年份   | 中文名                       | 角色             | 备注       |
| ------ | ---------------------------- | ---------------- | ---------- |
| 1986年 | 《努尔哈赤》                 | 大妃阿巴亥       |            |
| 1987年 | 《袁崇焕》                   | 袁崇焕之女袁兆惠 |            |
| 1990年 | 《封神榜》                   | 妲己             |            |
| 1990年 | 《庄稼汉》                   | 雪梅             |            |
| 1993年 | 《洋行里的中国小姐》         | 欧阳苏           |            |
| 1993年 | 《汉王刘邦》                 | 虞姬、戚夫人     |            |
| 1994年 | 《唐太宗李世民》             | 出云公主杨吉儿   |            |
| 1994年 | 《王宝钏》                   | 王宝钏           |            |
| 1995年 | 《昨夜长风》                 | 赛明军           |            |
| 1995年 | 《孽海情缘》                 | 秀奴             | 古装剧     |
| 1995年 | 《律师的使命》               | 余丽亭           |            |
| 1995年 | 《胡雪岩》                   | 梦谨             |            |
| 1996年 | 《江南巨富沈万三》           |                  |            |
| 1997年 | 《婆婆媳妇小姑》             | 于小娇           |            |
| 1997年 | 《东方风云》                 | 恭如烟           |            |
| 1998年 | 《火蝴蝶》                   | 文秀英           |            |
| 1998年 | 《澳门的故事》               | 许露娃           |            |
| 1998年 | 《黄河人》                   | 红柳             |            |
| 1999年 | 《某大姐》                   | 李惠美           |            |
| 1999年 | 《都市情感》                 | 蓝月影           |            |
| 2000年 | 《红粉家事》                 | 灵灵             |            |
| 2000年 | 《偷龍轉鳳》                 | 太后             |            |
| 2000年 | 《无情海峡有晴天》           | 康小雨           |            |
| 2000年 | 《一路上有你》               | 怡菲             | 客串       |
| 2001年 | 《情义英雄武二郎》           | 潘金莲           |            |
| 2001年 | 《光武大帝》又名《刘秀救母》 | 王婉儿           |            |
| 2001年 | 《英雄离去的岁月》           | 苏梅             |            |
| 2001年 | 《宰相小阿甘》               | 东宫娘娘         | 客串       |
| 2002年 | 《天上掉下个林妹妹》         | 盛乃萍           |            |
| 2002年 | 《新五女拜寿》               | 暖雪             |            |
| 2002年 | 《啼笑姻缘》                 | 陶太太           |            |
| 2002年 | 《北京假日》                 |                  | 客串       |
| 2003年 | 《大马帮》                   | 董张氏           |            |
| 2003年 | 《大明王朝1449》             | 于夫人、兰心     |            |
| 2003年 | 《情定爱琴海》               | 周美龄           |            |
| 2003年 | 《巡城御史鬼难缠》           | 巴小姐           |            |
| 2004年 | 《笑八仙之素女的故事》       | 王母娘娘         |            |
| 2004年 | 《不在犯罪现场》             | 徐影娟           |            |
| 2005年 | 《美丽追梦人》               | 李璐             |            |
| 2005年 | 《烟花三月》                 | 心瑶             |            |
| 2006年 | 《大清后宫》                 | 孝全成皇后、全妃 |            |
| 2006年 | 《爸爸不容易》               | 猫嫂             |            |
| 2007年 | 《拯救之非常地带》           | 赵惠敏           |            |
| 2007年 | 《紧急链接》                 | 向冰             |            |
| 2008年 | 《夺子战争》                 | 叶佳佳           |            |
| 2008年 | 《蜗居时代》                 |                  |            |
| 2008年 | 《包青天》                   | 刘太后           |            |
| 2011年 | 《十二生肖傳奇》             | 西王母           |            |
| 2012年 | 《天涯明月刀》               | 南宫协           |            |
| 2012年 | 《假如我是真的》             | 钱母             |            |
| 2012年 | 《七俠五義人間道》           | 劉太后           |            |
| 2012年 | 《楚留香新傳》               | 花金弓           |            |
| 2013年 | 《非緣勿擾》                 | 陸心蘭           |            |
| 2013年 | 《大侦破》                   | 万美琪           |            |
| 2014年 | 《新京华烟云》               | 桂姨娘           |            |
| 2014年 | 《紅酒俏佳人》               | 沈母             |            |
| 2014年 | 《卫子夫》                   | 衛媼             |            |
| 2014年 | 《婆媳的战国时代》           | 劉珊珊           |            |
| 2015年 | 《只因单身在一起》           | 周美人           |            |
| 2015年 | 《大汉情缘之云中歌》         | 孟母             |            |
| 2016年 | 《香山奇缘》                 | 妙庄王后         |            |
| 2016年 | 《杜心五传奇》               | 杜母             |            |
| 2017年 | 《守護麗人》                 | 林佳一媽媽       |            |
| 2020年 | 《西口情》                   | 蒲母             |            |
| 未播   | 《我和我的小姨子们》         |                  |            |
| 未播   | 《我的太阳》                 |                  | 2012年拍攝 |
| 未播   | 《女刑警李春春》             |                  | 2012年拍攝 |

### 综艺节目
- 浙江卫视《王牌对王牌》、《我不是明星》
- 河北卫视《明星童乐会》

### 广告
- 老板牌电器
- 万里长城床垫

## 荣誉
- 第一届中国电影家协会表演奖“最佳女主角”
- 长春电影制片厂小百花“最佳女主角”
- 1986年第六届中国电影金鸡奖特别奖(《咱们的退伍兵》)
- 第九届电影百花奖最佳故事片奖
- 广电部1985年优秀影片奖
- 2012年华鼎奖 凭《天涯明月刀》获 中国百强电视剧最佳女配角